# Koremaster evaulus
Koremaster evaulus är en sjöstjärneart som först beskrevs av Fisher 1913.  Koremaster evaulus ingår i släktet Koremaster och familjen kamsjöstjärnor.

## Underarter
Arten delas in i följande underarter:
- K. e. spiculatus
- K. e. evaulus